# Boyan-Enravota

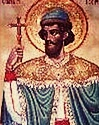
Abbildung des bulgarischen Heiligen und Märtyrer Boyan-Enravota.

Der heilige Enravota, mit christlichem Namen Boyan (kyrillisch: Боян; bulgarisch: Свети Енравота; * um 810; † um 833) war der älteste Sohn des Khan Omurtag. Außerdem wurde er der erste bulgarische christliche Märtyrer sowie der erste bulgarische Heilige.

## Leben

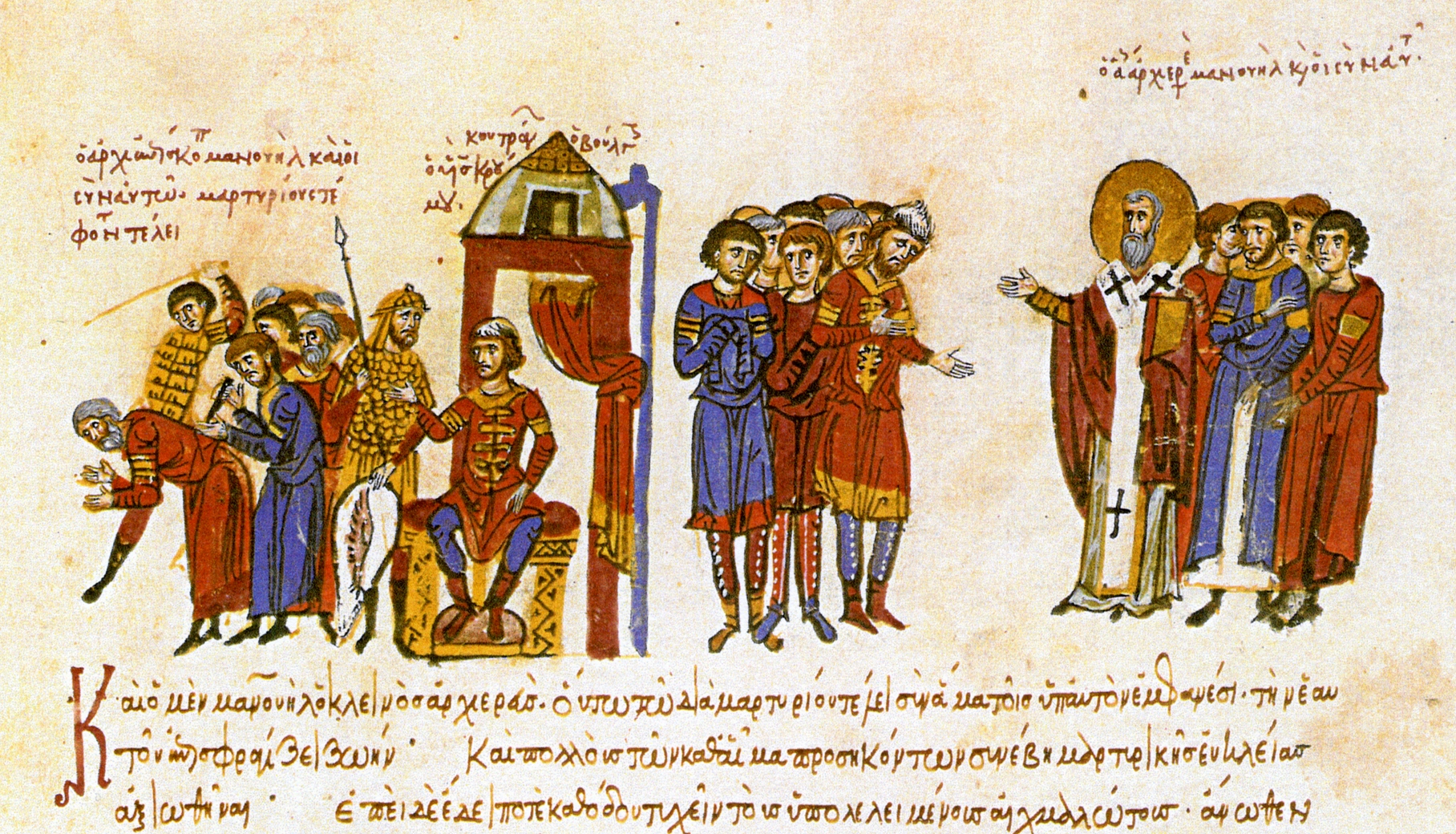
Darstellung von Enravotas Vater, Khan Omurtag, bei der Enthauptung eines Christen.

Enravota war der erstgeborene Sohn des Khan Omurtag. Dieser versuchte, den christlichen Einfluss des Bischofs Kinams auf seine Söhne zu beenden. Dazu wollte er ihn zwingen, an einer heidnischen Opferfeier teilzunehmen. Kinam jedoch lehnte das ab und wurde deshalb zu einer Haftstrafe verurteilt. Trotzdem gelang es ihm, Enravota heimlich zu taufen. Er gab ihm den Namen Boyan.
Aufgrund dessen verlor Enravota das Recht auf die Thronfolge Omurtags und sein jüngerer Bruder Malamir wurde sein Nachfolger. Enravota bat deshalb seinen Bruder Malamir, ihm den festgenommenen Bischof Kinam als Sklaven schenken, der diesen freiließ. Später erfuhr er aber, dass Enravota von Kinam die Taufe empfangen hatte. Der neue Khan deutete diese Tat als einen Verrat an der Traditionen der Familie und als Zuwendung zu ihren Feinden, den christlichen Herrschern in Byzanz.
Malamir verlangte also von seinem älteren Bruder, seinen christlichen Glauben aufzugeben. Enravota lehnte dies ab und wurde deshalb von seinem Bruder zum Tode verurteilt und hingerichtet.
Kurz nach Boyans Tod starb auch sein Bruder Malamir. Da er aber keinen Sohn hatte, wurde sein Neffe Presian der nächste Khan. Erst dessen Sohn und Thronerbe Boris I. „der Bulgare“ bekehrte sich zum Christentum. Er führte 856 das Christentum für das gesamte bulgarische Volk ein.
Die Aufzeichnungen über Boyan-Enravota stammen von Theophylakt, dem Erzbischof von Ohrid.

## Verehrung
Es ist unbekannt, wo sein Grab liegt, ob seine Leiche überhaupt beigesetzt wurde oder wo sich derzeit seine Gebeine sonst befinden.
Die Bulgarisch-orthodoxe Kirche feiert Boyan-Enravotas Gedenktag am 28. März.
Der Enravota-Gletscher an der Nordenskjöld-Küste in Grahamland, Antarktika, ist nach ihm benannt.